# 14684 Рейес
14684 Рейес (14684 Reyes) — астероїд головного поясу, відкритий 10 грудня 1999 року.
Тіссеранів параметр щодо Юпітера — 3,522.